# Pierre Charles Lemonnier

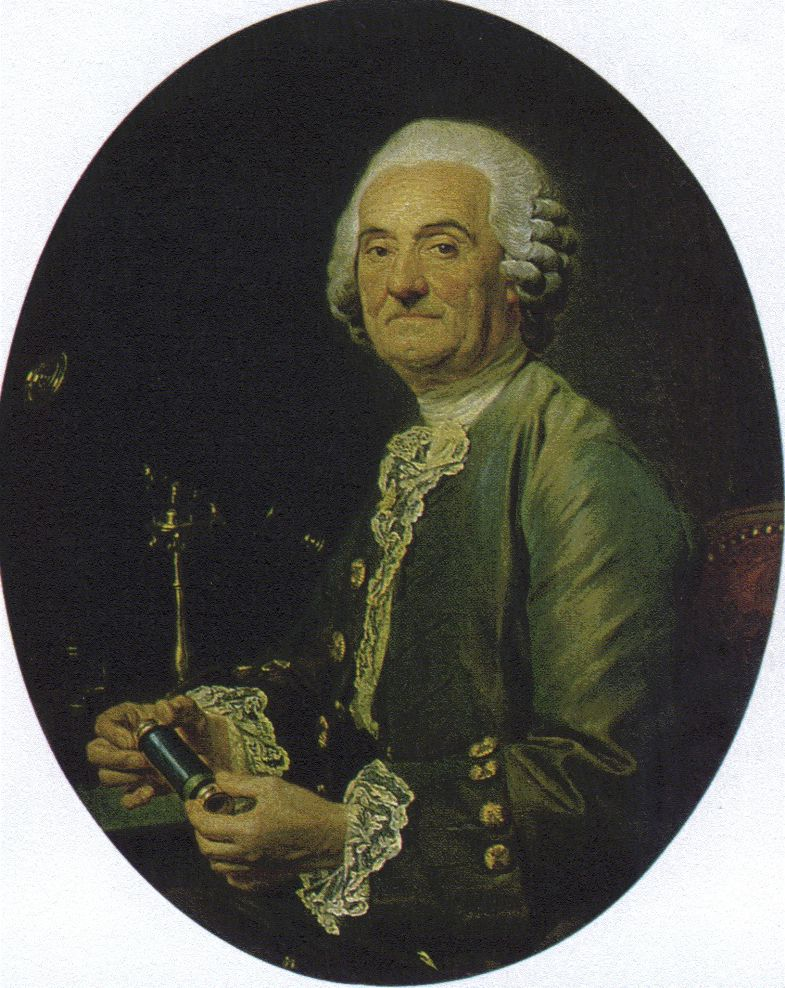
Pierre Charles Lemonnier

Pierre Charles Lemonnier (* 23. November 1715 in Paris; † 2. April 1799 in Bayeux, Normandie) war ein französischer Astronom.

## Leben und Wirken
Pierre Lemonnier wurde bereits 1736 Mitglied der Französischen Akademie der Wissenschaften. Dies war eine Anerkennung für seine berühmte Mondkarte. Er verbesserte verschiedene astronomische Messmethoden und beteiligte sich an der Gradmessung eines langen Meridianbogen in Lappland. Später war Lemonnier Professor am Collège de France.

## Ehrungen
Seit 1745 war er auswärtiges Mitglied der Preußischen Akademie der Wissenschaften.
Der Mondkrater Le Monnier und der Asteroid (29187) Le Monnier wurden nach ihm benannt.

## Schriften (Auswahl)
- Histoire céleste (1741)
- Théorie des comètes (1743) Digitalisat
- La Méridienne de l’Observatoire royal de Paris (1744) Digitalisat
- Institutions astronomiques (1746)
- Observations de la lune, du soleil, et des étoiles fixes (1751, 1775)
- Nouveau zodiaque (1755)
- Astronomie nautique lunaire (1771) Digitalisat
- L’Essai sur les marées (1774)